# Parnara guttata
Parnara guttata là một loài bướm thuộc họ Bướm nhảy. Nó được tìm thấy ở Indomalaya ecozone, Đông Trung Quốc và Nhật Bản. Sải cánh dài khoảng 40 mm. 
Ấu trùng ăn nhiều loại cây cỏ, bao gồm lúa.

## Hình ảnh

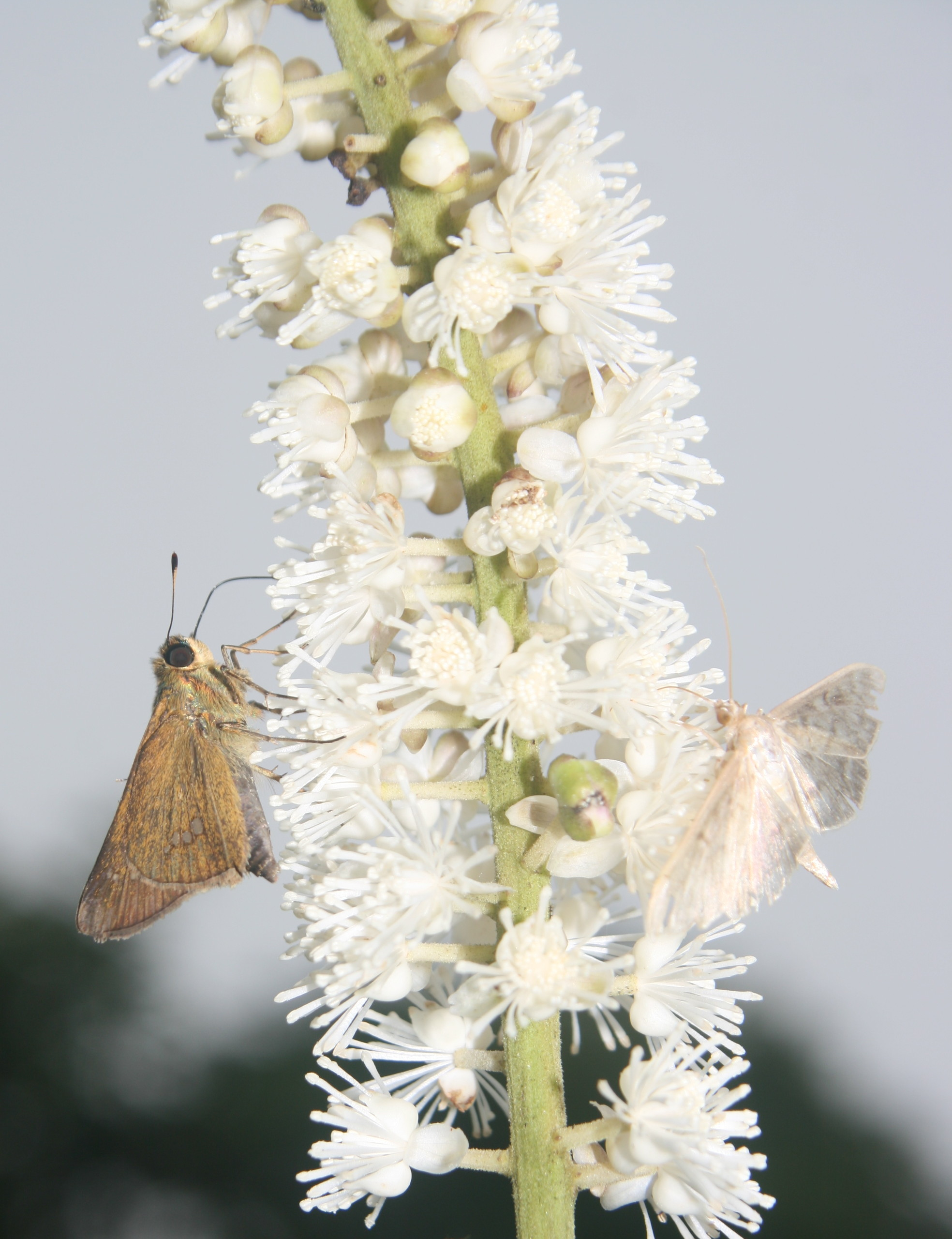
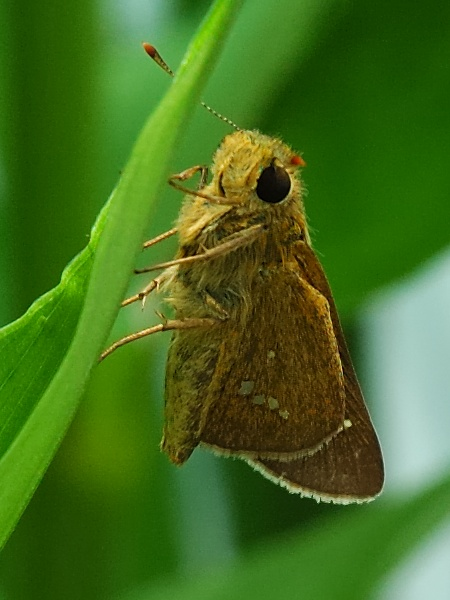
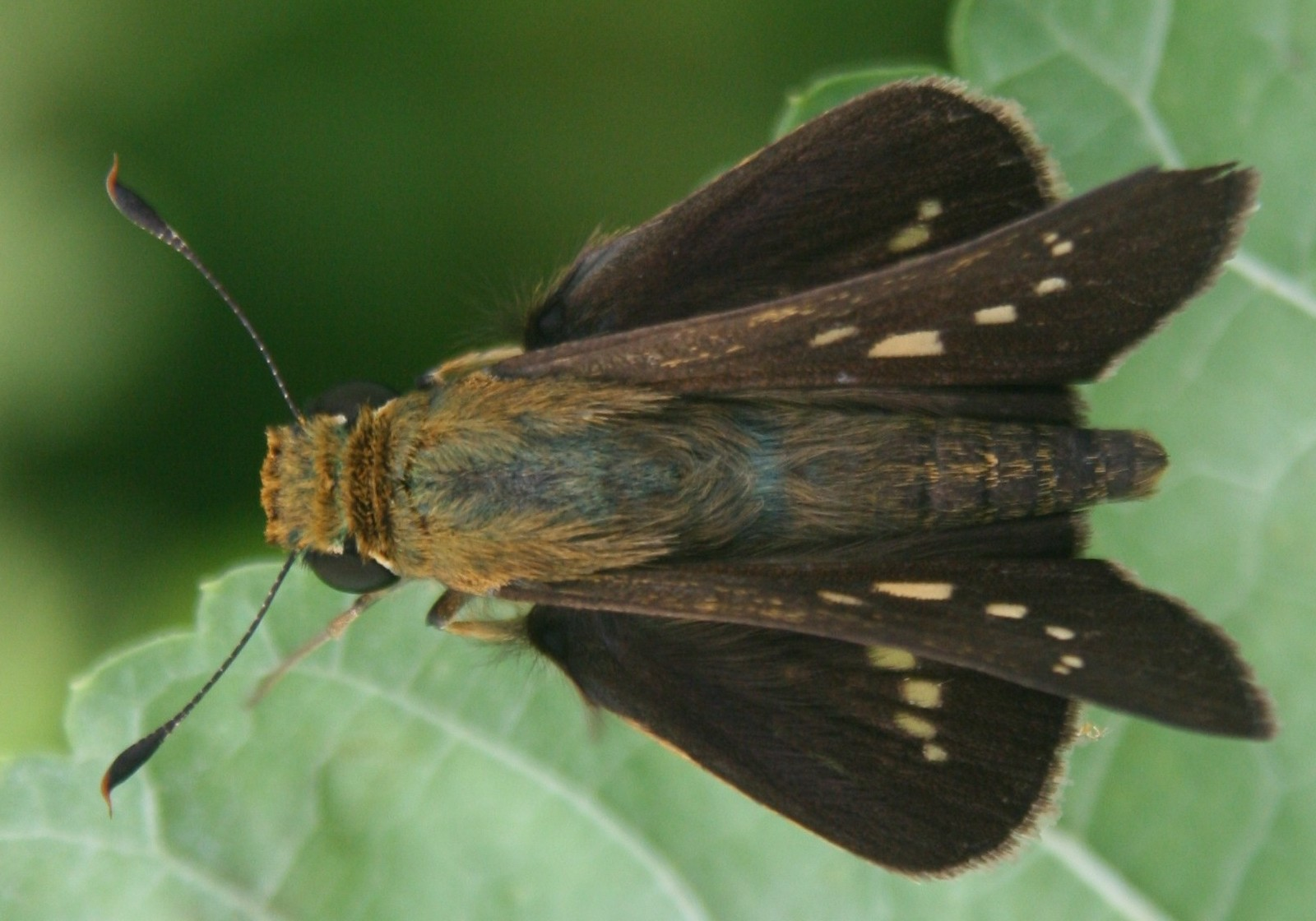
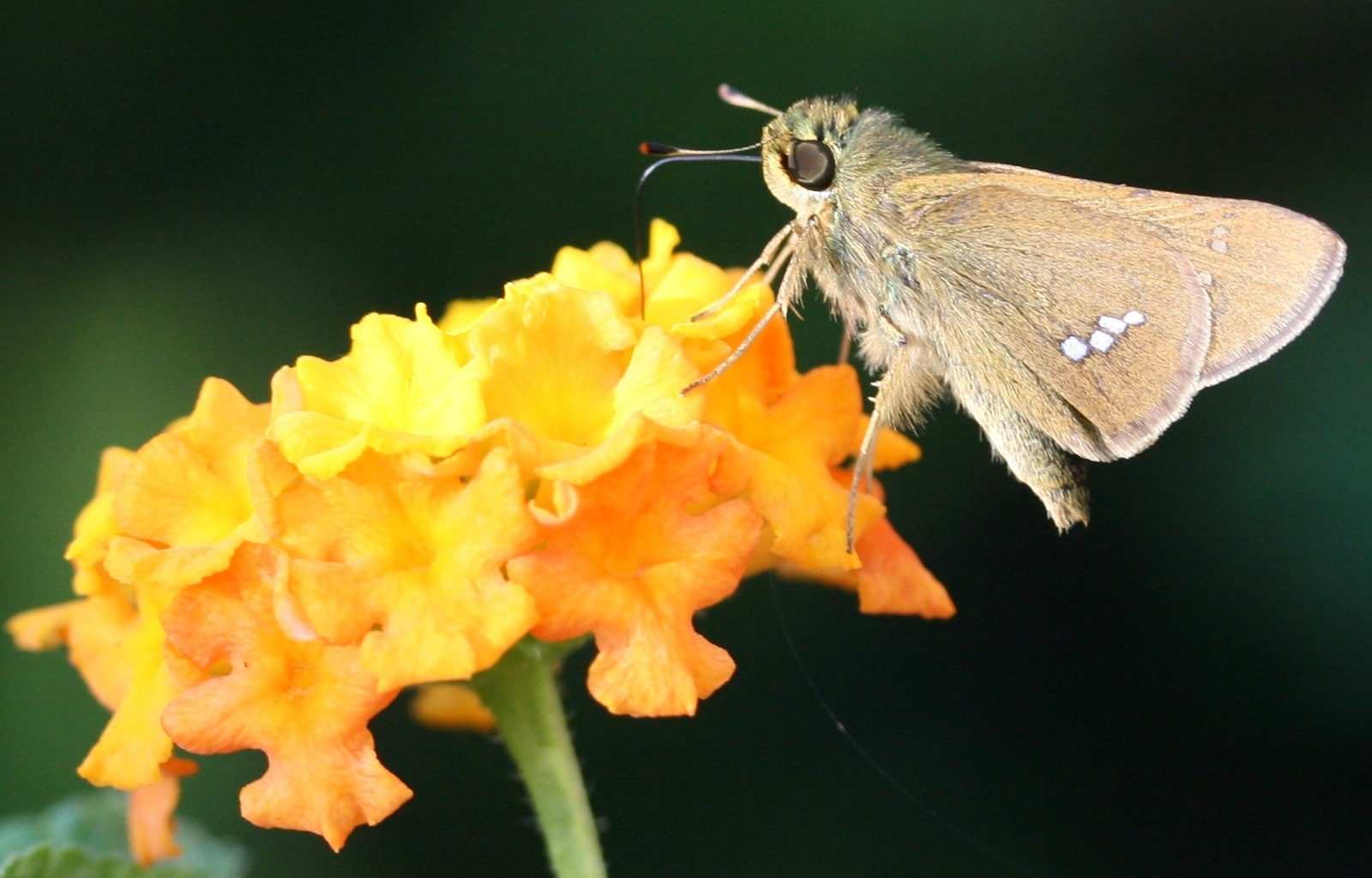